# デラシネ・チンドン
デラシネ・チンドン（DERACINE CHING DONG）は、2006年6月7日に発売されたソウル・フラワー・モノノケ・サミットの3枚目のアルバム。

## 解説
前作『レヴェラーズ・チンドン』発表から9年を経て制作、発表されたアルバムである。阪神大震災慰問バンドとして始まった「ソウル・フラワー・ユニオンの別働隊」としての彼らの活動は、のちに、ドヤ街（横浜寿町、大阪釜ヶ崎など）や障害者イベントなどのライヴや、北朝鮮、香港、ベトナム、フィリピン、北方領土（国後島）、フランス、東ティモール、パレスチナ難民キャンプなどでのライブ、日本歌謡界の重鎮・田端義夫や沖縄民謡界の巨匠・登川誠仁との共演など、ワールド・ワイドに広がり、その長年の現場での「出逢い」が本作の選曲、演奏に結実している（ヤマト・ウチナー・コリアの民謡、壮士演歌、お座敷唄、戦前戦後のはやり唄、オリジナル曲に加え、「竹田の子守唄」の二つの元唄ヴァージョンなど）。
2004年の伊丹英子の沖縄移住により、本作は沖縄でレコーディングされており、登川誠仁の弟子・仲村奈月が島太鼓＆唄で正式メンバーとして本作以降参加している。前2作の大半がライヴ・レコーディングであったので、ソウル・フラワー・モノノケ・サミット初の全曲スタジオ録音盤ということになる。
なお、アルバム・タイトルの「デラシネ」はフランス語で「郷失者」を意味し、アルバム・ジャケットは綱島徹による徳之島の写真である。

## 収録曲
1. ああわからない AH WAKARANAI＜WELL I DON'T UNDERSTAND＞〜壮士演歌・添田唖蝉坊・1908年
2. 竹田こいこい節 TAKEDA KOI KOI BUSHI〜京都民謡
3. お富さん OTOMI SAN〜流行歌・春日八郎・1954年
4. くんじゃんジントーヨー KUNJYAN JINTOYO〜沖縄民謡・登川誠仁
5. 島育ち SHIMA SODACHI＜BROUGHT UP THE ISLAND＞〜奄美民謡・田端義夫
6. 釜ヶ崎人情 KAMAGASAKI NINJYO＜THE HEART OF KAMAGASAKI＞〜流行歌・三音英次・1967年
7. ストトン節 SUTOTON BUSHI〜壮士演歌・添田さつき・1924年
8. ドンパン節 DON PAN BUSHI〜秋田民謡
9. トラジ TORAJI＜KOREAN BELLFLOWER＞〜朝鮮民謡
10. マジムン・ジャンボリー (命の祝い) MAJIMUN JAMBOREE (NUCHI NU SUJI)＜GHOSTS JAMBOREE＞〜中川敬のオリジナル
11. チョンチョンキジムナー CHON CHON KIJIMUNA〜沖縄流行歌・照屋政雄・1982年
12. 三池炭坑節 MIIKE TANKOU BUSHI＜MIIKE'S COAL MINER SONG＞〜福岡民謡
13. 竹田の子守唄 (元曲) TAKEDA NO KOMORIUTA＜LULLABY OF TAKEDA＞(ORIGINAL)〜京都民謡
14. あまの川 AMANOGAWA＜THE MILKY WAY＞〜伊丹英子＆中川敬のオリジナル